# Towarzystwo Popierania Kultury i Oświaty „Pochodnia”
Towarzystwo Popierania Kultury i Oświaty „Pochodnia” – polskie stowarzyszenie kulturalne na Litwie kowieńskiej założone 1 listopada 1924 roku. Do końca istnienia państwa litewskiego dzięki organizacji działało 10 polskich szkół podstawowych a także trzy gimnazja: w Kownie, w Poniewieżu oraz w Wiłkomierzu. W roku szkolnym 1926/27 w 77 szkołach naukę pobierało 4114 uczniów. Według szacunków działaczy polskich potrzeby społeczności polskiej opiewały na 737 placówek. 
Funkcję prezesa jako pierwszy piastował w latach 1924–1935 poseł na sejm litewski Wiktor Budzyński. Następnie byli to: hrabia Jan Przeździecki i Czesław Mackiewicz. W skład Pochodni wchodziły 22 organizacje skupiające około 3 tysięcy członków. Celem działalności stowarzyszenia była aktywizacja polskiego życia kulturalnego w republice litewskiej, wspieranie polskiego szkolnictwa i zespołów teatralnych. Ponadto zakładano czytelnie i biblioteki, w tym centralną bibliotekę w Kownie, zwaną 'Książnicą'. Mieściła się ona przy ulicy Elizy Orzeszkowej 12.